# 1917年の相撲
1917年の相撲（1917ねんのすもう）は、1917年の相撲関係のできごとについて述べる。
1916年-1917年-1918年

## できごと
- 東京専門学校（早大の前身）相撲部創部。

- 立命館大学相撲部創部。

- 5月13日 - 5月場所3日目の取組で、十両男嶌が大相撲史上初の不浄負け。

- 11月29日未明、両国国技館が失火により全焼[1]。以降2年間、東京相撲は再び野天興行を余儀なくされる。

## 台覧相撲
- 4月29日 - 高輪東宮御所において、皇太子裕仁親王（後の昭和天皇）が誕辰祝賀余興相撲を台覧[2]。

## 本場所など
- 1月場所（東京相撲）[3]
  - 興行場所:両国国技館
  - 1月12日より10日間興行
  - 80対79で東方勝利。旗手は千葉ヶ嵜俊治。個人優勝は大錦卯一郎。
- 1月場所（大阪相撲）[2]
  - 興行場所:千日前東
  - 1月7日より晴天10日間興行
- 5月場所（東京相撲）[4]
  - 興行場所:両国国技館
  - 5月11日より10日間興行
  - 115対81で西方勝利。旗手は大潮又吉。個人優勝は栃木山守也。
- 6月場所（大阪相撲）[5]
  - 興行場所:新世界
  - 6月1日より晴天10日間興行

## 誕生
- 1月5日 - 清美川梅之（最高位：前頭筆頭、所属：伊勢ヶ濱部屋、+ 1980年【昭和55年】）[6]
- 3月25日 - 高田山惠助（最高位：十両8枚目、所属：白玉部屋→芝田山部屋→高田川部屋→高砂部屋、+ 没年不明）
- 5月5日 - 八方山主計（最高位：前頭筆頭、所属：出羽海部屋、+ 1977年【昭和52年】）[7]
- 7月12日 - 斜里錦菊三（最高位：前頭18枚目、所属：二所ノ関部屋、+ 1950年【昭和25年】）[8]
- 7月13日 - 相模川佶延（最高位：関脇、所属：春日野部屋、+ 1987年【昭和62年】）[9]
- 9月29日 - 八幡野平八郎（最高位：十両5枚目、所属：伊勢ヶ濱部屋、+ 1994年【平成6年】）
- 12月5日 - 佐賀ノ花勝巳（最高位：大関、所属：粂川部屋→二所ノ関部屋、+ 1975年【昭和50年】）[9]

## 死去
- 1月20日 - 大ノ川甚太郎（最高位：小結（現役没）、所属：君ヶ濱部屋→出羽ノ海部屋、年寄：君ヶ濱（二枚鑑札）* 1880年【明治13年】）[10]
- 5月17日 - 小松山与三松（最高位：前頭2枚目、所属：八角部屋、年寄：浦風、* 1868年【旧暦1867年（慶応3年）】）
- 9月26日 - 司天龍政吉（最高位：小結、所属：玉垣部屋→雷部屋→八角部屋、年寄：中立、* 1860年【万延元年】）
- 12月25日 - 立田野竹松（最高位：前頭8枚目、所属：湊川部屋、* 生年不明）